# Liste der Stolpersteine in Petershagen/Eggersdorf

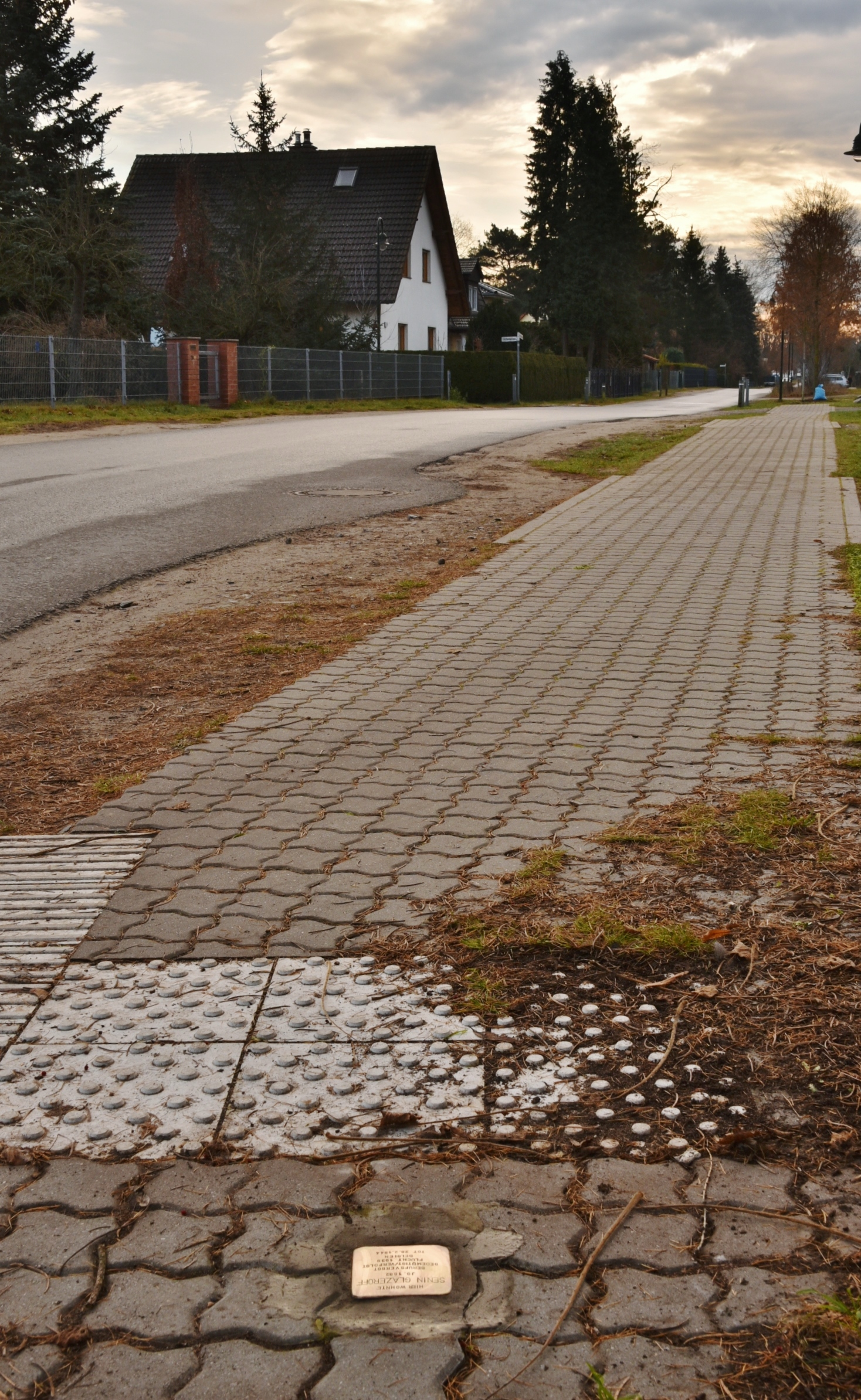
Stolperstein in Petershagen/Eggersdorf

In der Liste der Stolpersteine in Petershagen/Eggersdorf werden die vorhandenen Gedenksteine aufgeführt, die im Rahmen des Projektes Stolpersteine des Künstlers Gunter Demnig bisher in der brandenburgischen Gemeinde Petershagen/Eggersdorf verlegt worden sind.
Stolpersteine werden in weiten Teilen Europas verlegt. Sie erinnern an das Schicksal der Menschen, die von den Nationalsozialisten ermordet, deportiert, vertrieben oder in den Suizid getrieben wurden. Sie liegen im Regelfall vor dem letzten selbstgewählten Wohnsitz des Opfers.

## Stolpersteine
In Petershagen/Eggersdorf wurden zwei Stolpersteine an zwei Anschriften verlegt.
| Stolperstein | Inschrift                                                                                                   | Verlegeort                               | Name, Leben                                                                                                 |
| ------------ | --- | ---------------------------------------- | --- |
|              | HIER WOHNTE SENIN GLAZEROFF JG. 1882 BERUFSVERBOT GEDEMÜTIGT / VERFOLGT FLUCHT 1939 BELGIEN TOT 28.2.1944   | Eggersdorf, · Rosa-Luxemburg-Straße 45 · | Senin Glazeroff geboren als Salomon Abramowitsch Glazer im russischen Woronesch oder Rostow am Don vor 1870 |
|              | HIER WOHNTE MORITZ HAIKE JG. 1867 GEDEMÜTIGT / ENTRECHTET DEPORTIERT 1944 THERESIENSTADT ERMORDET 11.5.1944 | Eggersdorf, · Brunnerstraße 79 ·         | Moritz Haike                                                                                                |

## Verlegung
Der Stolperstein für Moritz Haike wurde am 19. März 2007 verlegt und der Stolperstein für Senin Glazeroff am 25. Oktober 2012.